# La Plata (partido)
Pour les articles homonymes, voir La Plata (homonymie) et Plata.
Le partido de La Plata est l'un 135 partidos (arrondissements) de la province de Buenos Aires en Argentine, fondée en 1882 et dont la capitale est ville de La Plata.